# NGC 6089-1
NGC 6089-1 is een spiraalvormig sterrenstelsel in het sterrenbeeld Noorderkroon. Het hemelobject werd op 28 mei 1791 ontdekt door de Duits-Britse astronoom William Herschel.

## Synoniemen
- MCG 6-36-1
- ZWG 196.4
- ZWG 196.91
- KUG 1610+331A
- PGC 57491